# Pauwoogcichlide
De pauwoogcichlide (Astronotus ocellatus) is een tropische vis die ook als aquariumvis gehouden wordt. Het behoort tot de familie van de cichliden (Cichlidae).

## Kenmerken
Ze hebben een gestrekt, zijdelings samengedrukt lichaam met een stompe kop en grote bek met ovale opening. De onderkaak steekt iets naar voren uit. De kaken bevatten aan de voorzijde sterke tanden en kleinere aan de zijkanten. De staartvin en borstvinnen zijn afgerond, de buikvinnen bevatten langere voorste stralen. Ze hebben een onderbroken zijlijnorgaan. Een beschrijving van het kleurenpatroon is hier vrij moeilijk, doordat zowel kleuren als tekening sterk variëren. Hij heeft een zwarte oogvlek met een oranje rand op de staartwortel. Jonge exemplaren vertonen een witachtige, onregelmatige bandentekening op een vrijwel zwart lichaam, met lichte vinnen.

## Verspreiding
Ze komen oorspronkelijk voor in Zuid-Amerika (Brazilië, Argentinië, Colombia, Frans-Guyana, Peru, Paraguay, Uruguay, en Venezuela). Ze worden daar aangetroffen in helder water, zwart water, troebel water, stilstaand, rustig stromend water, meertjes, rivieren maar ook de overstromingsgebieden worden bevolkt.